# 2703 Rodari
2703 Rodari је астероид главног астероидног појаса са средњом удаљеношћу од Сунца која износи 2,193 астрономских јединица (АЈ).
Апсолутна магнитуда астероида је 13,5.